# Džemail Koničanin
Džemail Koničanin (ur. w 1910 r. we wsi Koniče pod Tutinem w Sandżaku, zm. pod koniec 1944 r. w rejonie wsi Hazane koło miasta Petnice) – dowódca jednego z największych i najsilniejszych oddziałów muzułmańskiej milicji Sandżaku podczas II wojny światowej

## Życiorys
W okresie istnienia Królestwa Jugosławii pracował jako strażnik w więzieniu w mieście Novi Pazar. Doprowadził do śmierci jednego z więźniów, z powodu czego zmuszony był zbiec w rodzinne strony. Jesienią 1941 r., pod włoskim zwierzchnictwem, zorganizował w Tutinie jeden z najsilniejszych oddziałów nieregularnej muzułmańskiej milicji Sandżaku. Głównym jego zadaniem była obrona miejscowej ludności przed ataki serbskich czetników i komunistycznych partyzantów. Džemail Koničanin współpracował blisko z Xhaferem Devą, ministrem spraw wewnętrznych w albańskim rządzie kolaboracyjnym, gdyż Tutin wszedł w skład tzw. Wielkiej Albanii. Nosił mundur albańskich oddziałów w służbie włoskiej. Ponieważ rejon Tutina nie był zagrożony atakami serbskich czetników, D. Koničanin ze swoim oddziałem wspierał formacje milicji w Sjenicy, Prijepolju, Bijelim Polju i Beranach. Już w listopadzie 1941 r. jego oddział udzielił pomocy Albańczykom, zaatakowanym w Novim Pazarze przez czetników. Z trudem udało się odeprzeć natarcie silniejszych oddziałów serbskich. W odpowiedzi Albańczycy wraz z oddziałami muzułmańskiej milicji Sandżaku, w tym D. Koničanina, zorganizowali kontruderzenie na pobliską czetnicką bazę w Raska, na północ od Novego Pazara. Pod koniec grudnia ponownie bronił Novego Pazara i Sjenicy przed kolejnymi atakami czetników. W 1942 r. milicjanci D. Koničanina uczestniczyli w aresztowaniu, a następnie deportacjach Żydów do Kosovskiej Mitrovicy (skąd trafili ostatecznie do obozów koncentracyjnych). W dalszym ciągu trwały też walki z serbskimi czetnikami, a także komunistycznymi partyzantami Josipa Broz Tity. Po wyjściu Włoch z wojny na pocz. września 1943 r., oddział D. Koničanina trafił pod zwierzchność Niemców, którzy go dozbroili i doposażyli. Milicjanci rozpoczęli patrolowanie głównych dróg i linii kolejowych. Brali też udział w niemieckich operacjach antypartyzanckich. Pod koniec 1943 r. próbował bezskutecznie podjąć współdziałanie przeciwko Niemcom i komunistycznym partyzantom z albańskimi bojownikami z Balli Kombëtar. W lipcu 1944 r. oddział D. Koničanina, podobnie jak wszystkie pozostałe oddziały milicji, wszedł w skład Policyjnego Pułku Selbschutzu SS „Sandżak”. Pod koniec 1944 r. na obszar dotąd nie zagrożonego centralnego Sandżaku wkroczyły oddziały komunistycznych partyzantów z Czarnogóry i Serbii. Džemail Koničanin, którego oddział liczył wówczas ok. 400 dobrze uzbrojonych ludzi, wespół z pozostałymi dowódcami muzułmańskiej milicji Sandżaku podjął obronę tego terytorium. Zginął podczas krwawych walk w rejonie wsi Hazane koło miasta Petnice. Doprowadziło to do rozbicia jego oddziału. Część jego bojowników przeniosła ciało swojego komendanta do wsi Konice, gdzie zostało pochowane.